# Billy Clarke
Pour les articles homonymes, voir Clarke.
William Charles « Billy » Clarke est un footballeur irlandais, né le 13 décembre 1987 à Cork en Irlande. Il évolue actuellement au Bradford City.

## Biographie
Le 14 octobre 2011, Billy Clarke est prêté un mois par Blackpool à Sheffield United.
Le 1er juillet 2014, il rejoint Bradford City.
Le 8 juin 2017, il rejoint Charlton Athletic.
Le 31 janvier 2019, il rejoint Bradford City.
Le 17 juillet 2020, il rejoint Bradford City.